# Andromaca jelindu-l pe Hector
Andromaca jelindu-l pe Hector este o pictură în ulei pe pânză din 1783 a artistului neoclasic francez Jacques-Louis David. Tabloul înfățișează o imagine din Iliada lui Homer, înfățișând-o pe Andromaca, consolată de fiul ei, Astianax, plângându-l pe soțul ei, Hector, care a fost ucis de Ahile. Acest tablou, prezentat la 23 august 1783, i-a adus lui David alegerea în Académie Royale în 1784.